# Aristide Kouamé (peintre)
Aristide Koffi Kouamé, né le 17 juin 1995 à Abidjan, est un artiste peintre et enseignant d’art plastique ivoirien. Il utilise les tongs usagées rejetées par la mer comme matière pour la création de ses œuvres.

## Biographie

### Origines et études
Aristide Kouamé naît le 17 juin 1995 à Abidjan. Il est titulaire d’un Diplôme d’étude supérieure artistique (DESA) puis d’un Master 2 en peinture de l’école nationale des beaux-arts d’Abidjan,.

### Style artistique et exposition
Soucieux de l’environnement et influencé par ses maîtres Pascal Konan, El Anatsui, Jaume Plensa, Yéanzi et Mbongeni Buthelezi, Aristide Kouamé a pour particularité d’utiliser les tongs usagées rejetées par l’océan pour en faire des œuvres artistiques,. Il participe à plusieurs expositions en Côte d’Ivoire et à l’étranger,, notamment à la Fondation Dapper (en 2023), puis dans les Galeries Houkami (en 2020) et Eureka (en 2021) d’Abidjan,. 

## Œuvres picturales
Également enseignant d’art plastique à l’école des beaux-arts d’Abidjan,,  Aristide Kouamé est auteur des œuvres suivantes :
- Notre rêve , dimensions : 110 x 100 cm[2]
- L’ombre de la lumière 2 ;  dimensions : 105 x 90 x 3 cm[1]
- On est ensemble ; dimensions : 110 x 90 x 3 cm[1]
- All Together (Tous ensemble) ; dimensions : 110 x 108 x 3 cm[1]